# Station Siewierz
Station Siewierz is een spoorwegstation in de Poolse plaats Siewierz.